# Иероним Блонский
Иероним Блонский (? — 1798, Киев, Российская империя) — религиозный деятель, педагог, наместник Киево-Печерской лавры, архимандрит Пустынно-Николаевского монастыря в Киеве (с 27 июня 1795).
Родился во Львове Габсбургская монархия. Дата рождения неизвестна.
В 1780-х годах служил игуменом Выдубицкого монастыря.
9 сентября 1791 года был назначен ректором Киево-Могилянской академии и одновременно архимандритом Михайловского Златоверхого монастыря в Киеве.
27 июня 1795 года был переведен на должность настоятеля Киевского Пустынно-Никольского монастыря.
Умер в 1798 году.